# Bech
Bech (franska) (luxemburgiska: Bech lyssna (fil), tyska: Bech) är en ort i kantonen Echternach i östra Luxemburg. Den är huvudort i kommunen med samma namn och ligger cirka 23 kilometer nordost om staden Luxemburg. Orten har 455 invånare (2022).